# Masters de Roma 1979
El Abierto de Italia 1979 fue la edición del 1979 del torneo de tenis Masters de Roma. El torneo masculino fue un evento del circuito ATP 1979 y se celebró desde el 21 de mayo hasta el 27 de mayo.  El torneo femenino fue un evento del circuito WTA 1979 y se celebró desde el 7 de mayo hasta el 13 de mayo.

## Campeones

### Individuales Masculino
Vitas Gerulaitis vence a  Guillermo Vilas, 6–7, 7–6, 6–7, 6–4, 6–2

### Individuales Femenino
Tracy Austin vence a  Sylvia Hanika, 6–4, 1–6, 6–3

### Dobles Masculino
Peter Fleming /  Tomáš Šmíd vencen a  José Luis Clerc /  Ilie Năstase, 4–6, 6–1, 7–5

### Dobles Femenino
Betty Stove /  Wendy Turnbull vencen a  Evonne Goolagong /  Kerry Melville Reid, 6-3, 6-4